# Балтська дорога
Балтська дорога — одна із вулиць Одеси, знаходиться в районі Пересипу. Вулиця переривається залізничними шляхами станції Одеса-Пересип, через які перекинуто пішохідний місток.
Вулиця починається від Ярмаркової площі й тягнеться до Об'їздної дороги Одеси. Вулиця є частиною великої дороги до м. Балти, яка йде через Міжлімання й сполучає між собою цілу низку населених пунктів сучасних Одеського, Березівського і Подільського районів. Частина Балтської дороги перетворилася на міську вулицю завдяки виникненню вздовж неї двох поселень: Солдатської Слобідки, де оселялися колишні вояки, та Балтівської Слобідки (Балтівки), де оселялися різники, що переважно торгували на Ярмарковій площі.

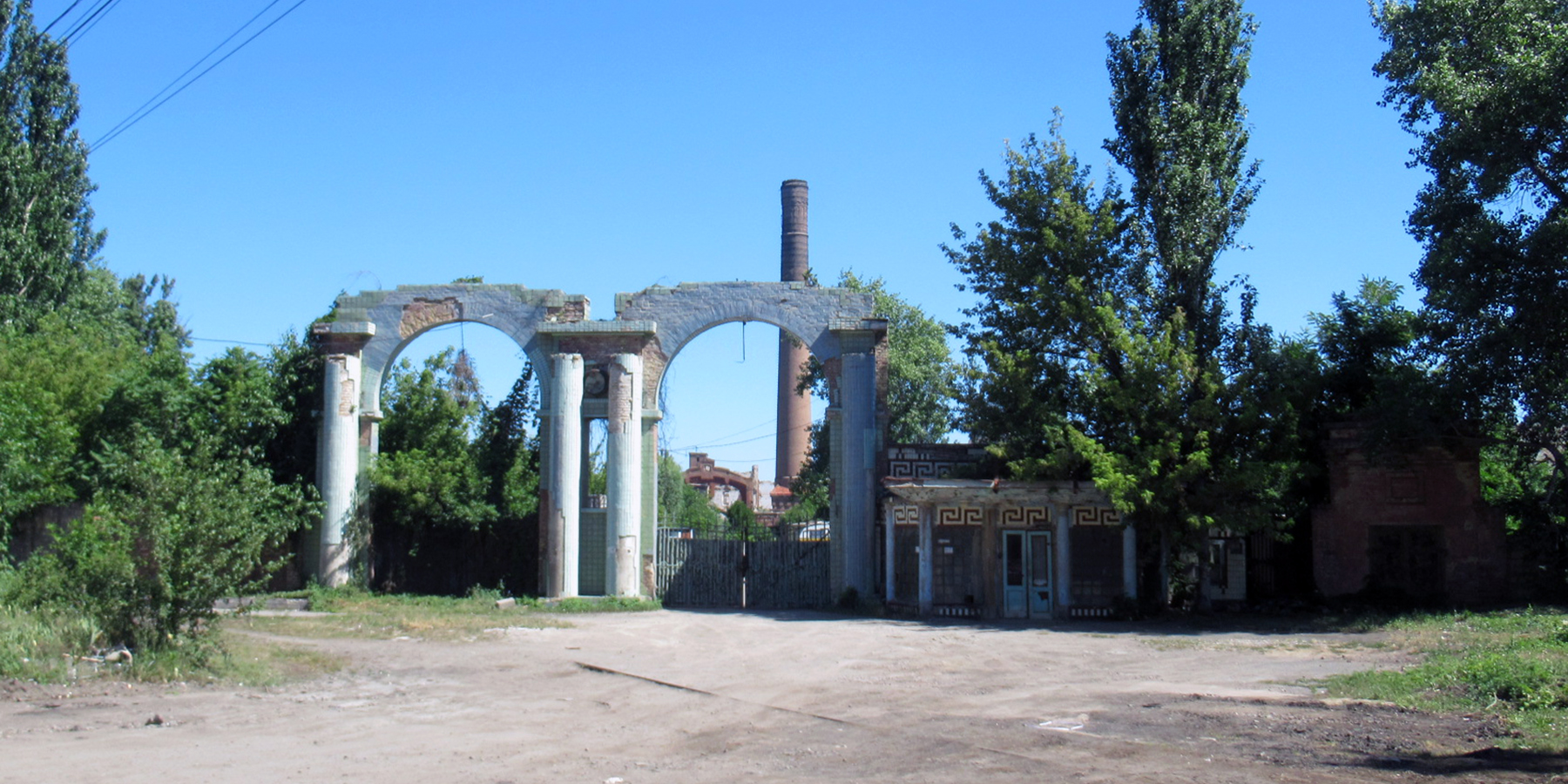
Ворота колишнього корково-лінолеумного заводу «Вікандер і Ларсен»

У 1878 році в Одесі було відкрито перший завод з виробництва корки, відкрите шведським підприємцем Едуардом Арпсом. Згодом по складу правління увійшли підприємці Яльм і Карл-Август Вікандери, які разом із Ларсеном заснували в Одесі фірму «Вікандер і Ларсен», яка спеціалізувалася на виробництві корку. У 1910-1911 роках ними було придбано декілька гектарів землі вздовж Балтської дороги, біля підніжжя Жевахової гори, де було побудовано новий корково-лінолеумний завод, який став у 1913 році одним із найбільших виробників лінолеуму в Європі. Це був час бурхливого розвитку усього району. До заводу було прокладено залізничну колію. Трамвайний маршрут №7 було продовжено від Ярмаркової площі до заводу, а вздовж вулиці зведено бельгійські трамвайні зупинки. Хоча трамвайний маршрут сюди було направлено не заради заводу, а заради розвитку на східного берегу Хаджибейського лиману ще одного грязьового курорту. 
Під час Першої світової війни поставки кори коркового дубу до Одеського порту скоротилися і фірма зазнала значних збитків. У 1918 році Вікандер виїхав за кордон, а в 1921 році завод було захоплено більшовиками, які у 1925 році дали йому назву «Більшовик». Ідею розвитку курорту на лимані було згорнуто, а на його місці було зведено Гідропорт.
На даний момент завод "Більшовик" знаходиться у стані руїн (визнаний банкрутом з 2004 року). Весь район знаходиться у депресивному стані.